# Okorsh Saddle
Der Okorsh Saddle (bulgarisch седловина Окорш sedlowina Okorsch) ist ein felsiger und 1150 m hoher Bergsattel an der Oskar-II.-Küste des Grahamlands auf der Antarktischen Halbinsel. Er stellt 11,45 km westlich des Mrahori Saddle, 1 km nördlich des Stargel Peak und 10 km ostnordöstlich des Mount Quandary die Verbindung zwischen dem Foster-Plateau im Norden und dem den Ivanili Heights im Süden sowie einen Teil der Wasserscheide zwischen dem Breniza- und dem Rogosch-Gletscher dar.
Britische Wissenschaftler kartierten ihn 1978. Die bulgarische Kommission für Antarktische Geographische Namen benannte ihn 2013 nach der Ortschaft Okorsch im Nordosten Bulgariens.